# Cece Bell
Pour les articles homonymes, voir Bell.
Cece Bell (née en 1970 à Rochmond) est une auteure de bande dessinée et de livres pour enfants américaine. Diplômée du Collège de William et Mary et de l'université d'État de Kent, elle exerce depuis les années 1990. Sourde à la suite d'une maladie contractée à l'âge de 4 ans, elle s'inspire de son expérience dans la bande dessinée autobiographique Super Sourde (El Deafo) publiée fin 2014 et très bien reçue par la critique.

## Œuvres
Super Sourde est une bande dessinée racontant l'histoire d'une jeune fille qui doit s'adapter au monde avec sa différence : sa surdité et son appareil auditif.

## Prix et distinctions
- 2015 : prix Eisner de la meilleure publication pour enfants avec Super Sourde
- 2015 : « Honor Book » de la Médaille Newbery[1] pour Super Sourde